# Monoblemma becki
Monoblemma becki är en spindelart som beskrevs av Brignoli 1978. Monoblemma becki ingår i släktet Monoblemma och familjen Tetrablemmidae. Inga underarter finns listade i Catalogue of Life.